# Incendios forestales en Chile de 2024
Los incendios forestales en Chile de 2024 fueron una serie de siniestros originados durante enero y febrero en múltiples focos en las regiones de Valparaíso, O'Higgins, Maule, Biobío, Araucanía, Los Lagos, concentrándose los de mayor gravedad en la Región de Valparaíso.Con 137 muertos, los incendios de la región de Valparaíso fueron catalogados como los más mortíferos a nivel mundial en los últimos 15 años, los segundos más letales del siglo XXI (después de los incendios forestales en Australia de 2009) y los más letales de la historia de Chile.
En un informe preliminar de afectación, el Servicio Nacional de Prevención y Respuesta ante Desastres (Senapred) junto a la Corporación Nacional Forestal (Conaf) señalaron que alrededor de 4668 personas fueron damnificadas y que se registraron más de un centenar de muertos.El Gobierno los ha considerado como la peor tragedia del país inmediatamente después del terremoto de Chile de 2010. Decretó, también, duelo nacional por dos días.

## Antecedentes y eventos previos
En enero de 2024, ocurrieron dos incendios forestales que provocaron que el Senapred declarara alerta roja: uno el 20 de enero en la comuna de Lonquimay, Región de La Araucanía, y otro el 26 en Puerto Montt, Región de Los Lagos.
El día lunes 22 de enero, se originó un incendio denominado «Antiquereo 2» cual afectó el sector de mismo nombre, en el límite de las comunas de Portezuelo y Trehuaco, en la Región de Ñuble, y fue contenido el día miércoles 24 de enero, consumiendo un total de 35 hectáreas. La aparición de este foco fue razón suficiente para que Senapred declarara alerta amarilla en la comuna de Portezuelo, siendo la primera alerta en activarse en la región en el año.
A fines de enero de 2024, un incendio con origen en la comuna de Florida, en la Región del Biobío, se expandió a la comuna de Quillón, en la Región de Ñuble. El foco, denominado «Casablanca», se extendió a través de 69,5 hectáreas de la comuna, en el sector Peñablanca. Su extinción, fue resultado del trabajo en conjunto de los cuerpos de bomberos de Quillón y Florida.
En la última semana de enero de 2024, una intensa ola de calor afectó  gravemente a la zona central de Chile, con  temperaturas de entre 3 a 6 °C por sobre el promedio semanal para esta época, desde el norte chico y hasta las regiones del Biobío y La Araucanía. Las condiciones meteorológicas previstas avizoraban un incremento en la potencia de incendios forestales en la zona central de Chile, por lo que la Dirección Meteorológica de Chile emitió el 28 de enero una alerta por altas temperaturas, proyectando temperaturas entre los 36 a 38 °C en valles y precordillera de la zona central, y de 30 °C en la costa de las regiones de Valparaíso, O'Higgins y Maule.

## Desarrollo

### Valparaíso

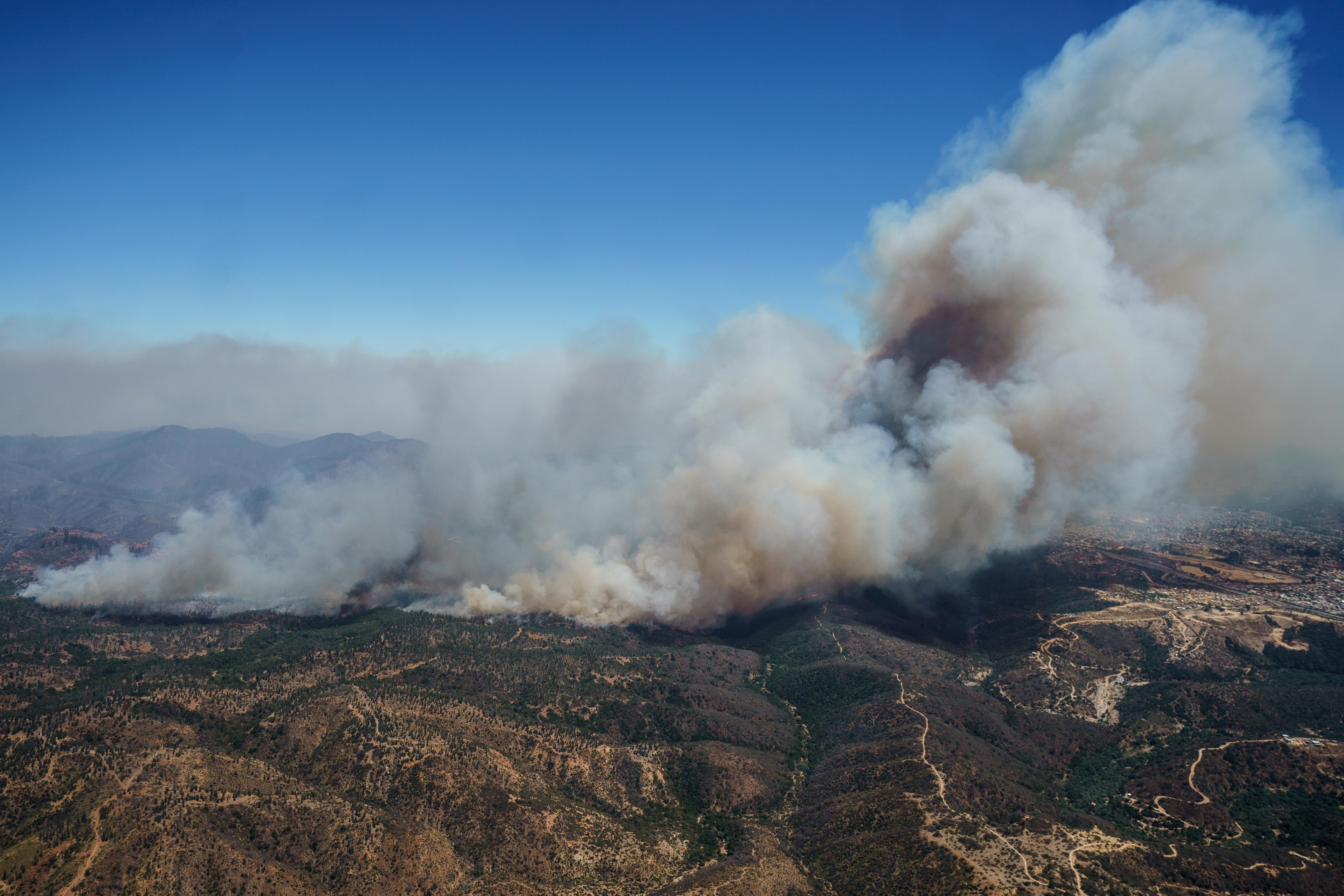
Uno de los focos del incendio que se desarrolló en la comuna de Quilpué

El incendio inicio al rededor de las 12:00hrs del día 2 de febrero de forma intencional.  Este incendio provocó la interrupción del tránsito vehicular en la Ruta 68 y la ruta F-718.
A las 3:25 del 2 de febrero se declaró alerta roja en la provincia de Valparaíso por un incendio de 1 hectárea que afectó al camino a Las Docas, al sur de Valparaíso. Una hora después, se anunció que el incendio afectaba a 5 ha de terreno. A las 15:10 se informó de 30 ha, siendo descrito el fuego como uno de «avance rápido e intensidad alta. Además, presenta comportamiento extremo con desprendimiento de pavesas»..
A las 15:54 se informó de otro foco de incendio en Lo Moscoso, de 8 ha, en las comunas de Quilpué y Villa Alemana. Es a esta hora que la provincia de Marga Marga fue declarada en alerta roja por las autoridades.
A las 17:15 el Servicio Nacional de Prevención y Respuesta ante Desastres (Senapred) entregó una nueva actualización, informando que el incendio de Lo Moscoso se extendió a 80 ha siniestradas. 
Se estima que a las 18:00hrs empezó a invadir sectores urbanos, 40 minutos más tarde a través del sistema de mensajería SAE se llamó a la evacuación llamó a la evacuación de sectores de la comuna de Quilpué, y a sectores de Viña del Mar.
Ya para las 21:00, las provincias de Marga Marga, Valparaíso, Los Andes, Petorca, Quillota, San Antonio y San Felipe fueron declaradas en alerta roja. Se informó a las 22:00 que han sido afectadas por el fuego más de 6200 ha de superficie, para ese entonces ya habían personas fallecidas y gran destrucción
El Jefe Nacional de Defensa, Daniel Muñoz, aseguró que hay indicios de que "hubo una planificación, algo orquestado y organizado".
El 24 de mayo, luego de una investigación de la Policía de Investigaciones, se detuvo a Francisco Mondaca Mella (22), voluntario de la 13° Compañía de Bomberos de Valparaíso, y a Franco Pinto Orellana (31), brigadista de la Corporación Nacional Forestal (CONAF). Fueron identificados como autores del incendio, y posteriormente el 9 de septiembre también se detuvo a Elías Salazar Inostroza (39), bombero de la misma compañía que Mondaca y además del Servicio Nacional de Prevención y Respuesta ante Desastres (SENAPRED), calificado como autor intelectual de la tragedia, los tres se encuentran con prisión preventiva hasta el juicio fijado para el 30 de octubre.

### Metropolitana
Al 4 de febrero se registraba un incendio en el sector Quilamuta en la comuna de San Pedro con 560 hectáreas, otro de carácter birregional con la comuna de Las Cabras en la región de O’Higgins con 622 hectáreas, y un foco en la comuna de Tiltil, donde Senapred solicitó evacuar los sectores El Molino y Villa La Dormida.
Al 12 de febrero se registraba un incendio en el sector de Cuesta Changanal, comuna de San Pedro, con más de 520 hectáreas consumidas y cinco estructuras quemadas. Senapred decretó la alerta roja comunal y ordenó la evacuación del sector por mensajería SAE alrededor de las 17:00. Además, la ruta G-690 debió ser cortada.

### O'Higgins
El 31 de enero, la Dirección Regional de Senapred, en colaboración con la Corporación Nacional Forestal y la Delegación Presidencial Regional de Libertador General Bernardo O’Higgins, declaró Alerta Amarilla para la región debido a incendios forestales. Esta alerta se declaró en respuesta a incendios activos, incluyendo el incendio "Maitén" en la comuna de Navidad, que amenazaba viviendas e infraestructura crítica, y el incendio "La Aguada" en la comuna de La Estrella, ambos en combate activo con la participación de bomberos, brigadas de Conaf, y recursos aéreos y terrestres.
En la misma fecha a las 18:00 se activó la mensajería SAE para la evacuación de áreas afectadas por el incendio en sectores específicos, como La Patagüilla, La Aguada, El Maitén, y San Rafael. El 1 de febrero, se realizó un COGRID Regional a las 08:15, seguido de la activación de mensajes SAE adicionales para sectores como Pihuelo.
Para el 2 de febrero, la situación escaló significativamente, llevando a la Dirección Regional de Senapred a cancelar la Alerta Amarilla y declarar Alerta Roja para toda la región, indicando una severidad mayor de los incendios y la necesidad de movilizar todos los recursos disponibles para su control. Debido a la severidad del incendio forestal en la comuna de La Estrella, Senapred llamó a las 12:29 a la evacuación del sector de La Puntilla. A las 14:00 se amplió la llamada de evacuación a otros sectores de la comuna. A las 18:00 se ordenó la evacuación de zonas de la comuna de Pumanque. A las 19:00 se sumaron otros sectores de la comuna de La Estrella al proceso de evacuación. Este día se caracterizó por una extensa movilización de recursos, incluyendo bomberos de diversas comunas, brigadas, técnicos de Conaf, aeronaves de Conaf y Senapred, vehículos terrestres, y un puesto de mando de Conaf, todos coordinados para combatir los incendios. A las 18:00 se informó que 3455 ha han sido destruidas por los incendios.
El 3 de febrero, Senapred solicitó evacuar la Villa El Mirador, ubicada en la localidad de El Manzano de la comuna de Las Cabras, sector que se evacuó es cercano a una gasolinera. Ese día se reportaban ocho incendios forestales activos, de los cuales Conaf informó de unas 1.162 hectáreas afectadas por el incendio forestal en el área de Cerro Piedra, en Pumanque. Asimismo, a la fecha se reportaban 51 viviendas afectadas: 27 en la comuna de Navidad, 18 en La Estrella, cuatro en Las Cabras y dos en Pumanque.
Para el 4 de febrero, se mantenían activos cuatro focos principales: en el sector La Aguada de la comuna de La Estrella con 4.235 hectáreas, dejando un saldo de 18 viviendas con daños; en la comuna de Navidad con 1.060 hectáreas y unas 27 viviendas destruidas; y dos focos en la comuna de Pumanque, uno con 2.981 hectáreas y otro en el sector de Cerro Piedra con unas 1.162 hectáreas consumidas por el fuego.

### Maule
El 1 de febrero, basándose en la información técnica suministrada por la Corporación Nacional Forestal y en coordinación con la Delegación Presidencial Regional del Maule, la Dirección Regional de Senapred emitió una Alerta Amarilla para las comunas de Pencahue y Curepto. Esta medida fue tomada en respuesta al incendio "Hijuela 3 Las Palmas", que en ese momento afectaba 650 ha y representaba una amenaza inmediata a infraestructuras críticas, como antenas de telecomunicación.
La situación se agravó rápidamente, lo que llevó a una actualización de la alerta el 2 de febrero. La Dirección Regional de Senapred, decidió cancelar la Alerta Amarilla previamente emitida y declarar Alerta Roja para Curepto, Pencahue y Sagrada Familia. Esta decisión fue impulsada por la evolución del incendio "Hijuela 3 Las Palmas" a 850 hectáreas y su comportamiento extremo, que incluía la emisión de pavesas y la proximidad a áreas pobladas, lo que representaba un riesgo significativo para las comunidades locales.
Durante el mismo día, en respuesta al incendio forestal "Santa Laura" en la comuna de Curicó informado a las 17:54 y que  inicialmente cubría 5 ha y que poseía un comportamiento extremo con emisión de pavesas y proximidad a zonas habitadas, llevó a la Dirección Regional de Senapred, en colaboración con la Corporación Nacional Forestal y la Delegación Presidencial Regional del Maule, a declarar Alerta Amarilla para la comuna. Esta declaración inicial fue una medida preventiva. Sin embargo, la situación se intensificó rápidamente, llevando a una actualización de la alerta más tarde ese mismo día. A las 17:00 del 2 de febrero se llamó a evacuación a sectores de la comuna de Curicó. A las 19:19, en respuesta al crecimiento del incendio a 20 ha y a la persistente amenaza para los sectores habitados, la Alerta Amarilla fue cancelada y reemplazada por una Alerta Roja. Esta escalada en la respuesta reflejó la severidad creciente del evento, movilizando todos los recursos disponibles para su control, incluyendo el despliegue adicional de brigadas de Conaf, aeronaves y la participación de Carabineros para asistir en la evacuación de las áreas afectadas. Sin embargo, la respuesta a la emergencia permitió que, a las 22:39 del mismo día, la situación del incendio "Santa Laura" mejorara significativamente, alcanzando un estado controlado tras afectar 30 ha Esto condujo a la cancelación de la Alerta Roja y la reinstauración de la Alerta Amarilla por parte de Senapred y Conaf, indicando que, aunque la amenaza inmediata había sido superada, los recursos seguirían en alerta para responder a cualquier cambio en las condiciones.
A las 22:50 se declara alerta roja en la comuna de Hualañé, viéndose afectadas 120 ha
La movilización de recursos en respuesta a la Alerta Roja fue considerable, incluyendo la participación de bomberos de varias comunas (Talca, Huaquén, Pencahue, Maule, San Javier y San Rafael), múltiples brigadas de Conaf y empresas privadas como Celulosa Arauco, CMPC y Vista Hermosa, así como el empleo de aviones y helicópteros de Conaf y Celulosa Arauco, entre otros recursos terrestres y técnicos.
El 13 de febrero Senapred declara alerta roja para la comuna de San Javier de Loncomilla y posterior mensaje de evacuación SAE alrededor del mediodía por incendio forestal en sector Altos del Río, con considerable movilización de recursos ante la alerta roja. Alrededor de 1 hectárea fue consumida.

### Biobío
El 2 de febrero a las 2:19 se declaró Alerta Roja para la comuna de Mulchén debido al incendio forestal denominado "Mininco VIII". Este incendio, que está siendo combatido y ha afectado aproximadamente 150 ha, se caracteriza por su proximidad a zonas pobladas, un comportamiento extremo del fuego, incluyendo el salto de pavesas y vientos erráticos. Hasta esa hora, una brigada de la Corporación Nacional Forestal (Conaf) está trabajando en el lugar. El 3 de febrero a las 20:48 se cancela la alerta debido a que fue controlado el incendio.

### Araucanía
El 3 de febrero de 2024, la Corporación Nacional Forestal, en colaboración con la Delegación Presidencial Regional de La Araucanía y la Dirección Regional de Servicio Nacional de Prevención y Respuesta ante Desastres, declaró Alerta Roja para la comuna de Galvarino en respuesta a los incendios forestales "Colonia Suiza" y "Nilpe 4" de esta comuna.  El incendio "Colonia Suiza" afectaba 15 hectáreas y el "Nilpe 4", 5 hectáreas, ambos presentando una amenaza directa a sectores poblados.
Al 4 de febrero, tres focos principales se mantenían activos: el incendio forestal Huelehueico en la comuna de Collipulli, que había consumido alrededor de 330 hectáreas (150 en Biobío, 180 en La Araucanía). el incendio en el sector Troyo en la comuna de Lonquimay con 757 hectáreas, y Nilpe 5 en Galvarino con 200 hectáreas.
Senapred activó mensajería SAE para evacuar el radio urbano de la comuna de Galvarino por incendios forestales cercanos a las viviendas.

### Los Lagos
El 26 de enero comienza un incendio forestal en la región de Los Lagos, lo que conlleva a que la Corporación Nacional Forestal y la Dirección Regional de Senapred, en colaboración con la Delegación Presidencial Regional de Los Lagos, declararan Alerta Amarilla tras detectarse el incendio forestal "Camino San Antonio" en la comuna de Puerto Montt, inicialmente afectando 6 hectáreas y presentando una amenaza inmediata a sectores habitados.
La situación se agravó rápidamente, llevando a la actualización de la alerta amarilla a Alerta Roja el mismo día, a las 20:36, en respuesta al crecimiento del incendio a 63 ha y su cercanía continua a áreas pobladas. Esta declaración movilizó un conjunto ampliado de recursos, incluyendo brigadas de Conaf, bomberos de diversas localidades, helicópteros, y maquinaria especializada, para combatir el incendio de manera efectiva y proteger a las comunidades en riesgo.
En los días siguientes, la Alerta Roja se mantuvo, reflejando la persistente gravedad del incendio, que consumió 546 ha y luego aumentó a 804 ha Durante este periodo, se realizaron evacuaciones preventivas: el 28 de enero en la mañana 74 personas fueron evacuadas de 19 viviendas de los sectores afectados, las cuales retornaron a sus domicilios en la tarde del mismo día. Además, se habilitaron albergues provisorios y se llevaron a cabo mesas técnicas para coordinar la respuesta al incendio.
Las operaciones incluyeron la participación activa de bomberos, brigadas de Conaf, técnicos, helicópteros gestionados tanto por Conaf como por Senapred, y la utilización de maquinaria de Vialidad y recursos privados. El esfuerzo conjunto entre distintas entidades permitió combatir el incendio con una combinación de estrategias terrestres y aéreas, incluyendo el uso de aeronaves Hércules C-130 para operaciones de extinción. Además, se prestó atención a la seguridad de los brigadistas y al bienestar de las personas afectadas por el incendio, con la implementación de medidas de evacuación y el suministro de alojamiento temporal para aquellos desplazados de sus hogares.
El 7 de febrero se declara  en Dalcahue un incendio de Alerta Roja, debido a la proximidad que este tiene de sectores poblados.

## Impacto

### Víctimas

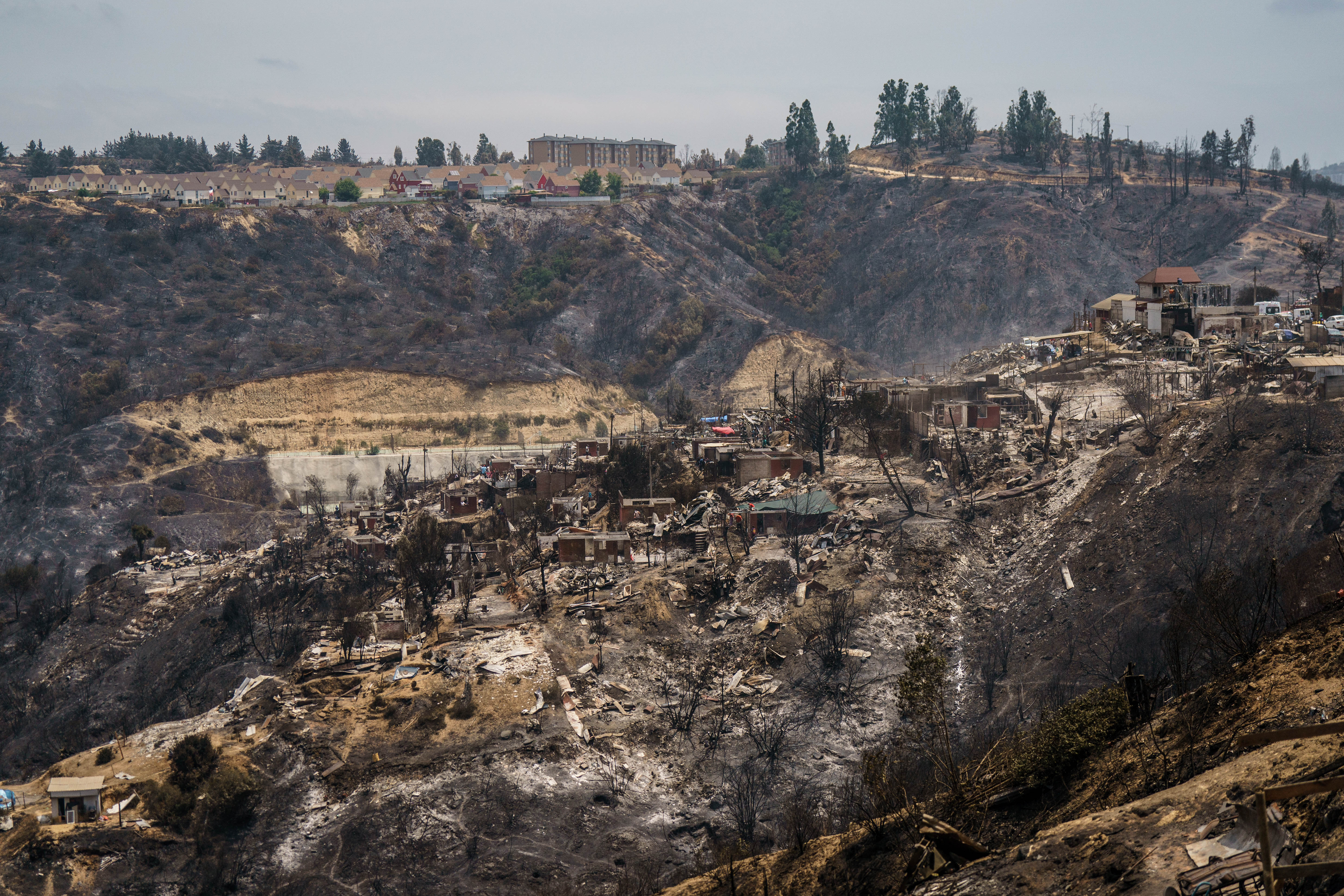
Estragos del incendio en Quilpué

Se informo en la madrugada del 3 de febrero que debido a los incendios existirían 51 personas fallecidas y 28 personas con quemaduras graves, algunas de las cuales están con riesgo vital.  a las 16:00 del 4 de febrero se informo que hay 99 fallecidos de los cuales 32 han sido identificados. En la noche de ese mismo día, aumentó el número de víctimas fatales a 112. A las 12:00 del 5 de febrero, se actualizó la cifra de víctimas fatales a 122, informando la entrega de 27 cuerpos A las 19:00 se contabilizó una víctima más, llegando a 123, mientras que el número de autopsias realizadas aumentó a 79.
A las 12:00 del 6 de febrero, se actualizó la cifra de fallecidos a 131, de los cuales 35 han sido identificados.
Oficialmente se habla de 137 víctimas  y 3 desaparecidos, sin embargo, esta cifra es resistida por las personas sobrevivientes del incendio, otros señalan que la cifra esta subrepresentada y que las víctimas serían mayores a las informadas. 

### Daños materiales
Se estima que 14.000 Viviendas quedaron destruidas, hubieron 40.000 desplazados y se contabilizo la pérdida de 1.300 especies de plantas y árboles protegidos con perdida de 92,5 km² de suelo.
Asimismo, se reportó que el 90% del Jardín Botánico Nacional fue consumido por las llamas, en cuyo interior fallecieron una trabajadora y tres familiares.

## Reacciones

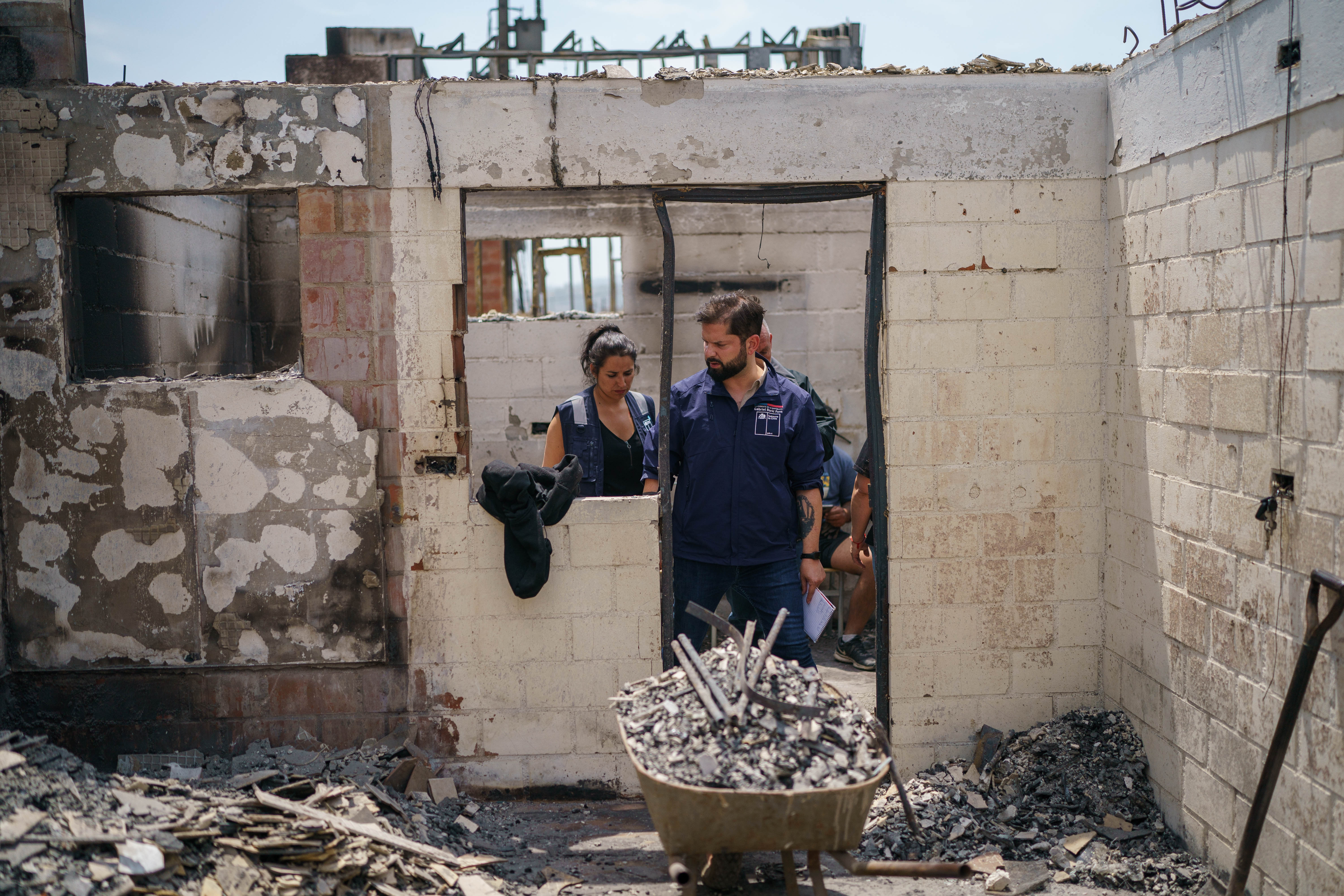
El presidente Gabriel Boric recorriendo sitios damnificados en la comuna de Quilpué

El presidente de la República, Gabriel Boric, anunció a las 23:34 del 2 de febrero que se declara estado de excepción por catástrofe en la región de Valparaíso. duro 4 meses hasta el 4 de junio de 2024.
El Gobierno de Chile decretó el toque de queda en las comunas de Viña del Mar, Quilpué, Villa Alemana y Limache durante el 3 de febrero entre las 8:00 y 12:00, con el fin de apoyar con el flujo de equipos de ayuda y rescate.
Se decretó duelo nacional durante dos días a causa de la tragedia por los incendios forestales. y se suspendieron múltiples eventos masivos. 
Asimismo, surgieron múltiples respuestas de solidaridad la cual se centró en aportes monetarios;  de recolección de útiles escolares  Dentro de los medios de comunicación destacaron las campañas Levantemos la V, organizada por Desafío Levantemos Chile y Juntos, Chile se levanta, organizada por Anatel 